# Mostafa Karchane
Mostafa Karchane (pers. ‏مصطفی کارخانه‎, ur. 24 maja 1959 w Waramin) – irański trener piłki siatkowej. W latach 1999–2001 był trenerem Reprezentacji Iranu. W 2003 roku został ogłoszony najlepszym trenerem Iranu. Obecnie trenuje Sarmajeh Bank VC.

## Kariera trenerska
9 razy wygrał mistrzostwo Iranu (4 razy z Sanam Tehran Sports Club, 4 razy z Paykan Tehran Volleyball Club i 1 raz z Sarmayeh Bank). W 1997 prowadził reprezentację Iranu juniorów na Mistrzostwach Świata Juniorów. Później prowadził kadre seniorów w latach 1999-2001. W 2003 ponownie przejął stery w reprezentacji Juniorów na Mistrzostwa Świata rozgrywane w Iranie. Później święcił sukcesy w rozgrywkach klubowych, aby w 2007 roku po raz trzeci poprowadził kadrę Juniorów.

## Sukcesy
- Mistrzostwo Iranu (9 razy)
- Mistrzostwo Azji w męskich klubach siatkarskich (6 razy)